# Le mouvement antiesclavagiste
Le mouvement antiesclavagiste was het tijdschrift van de Antislavernijmaatschappij van België (Société antiesclavagiste de Belgique). Het werd voor het eerst gepubliceerd in 1888 en stond onder het beheer van een groep intellectuelen, met graaf Hippolyte d’Ursel als spilfiguur.

## Geschiedenis
De aanzet tot de oprichting van de Antislavernijmaatschappij werd gegeven door middel van een preek van de Franse kardinaal Charles Lavigerie in augustus 1888. Graaf Hippolyte d’Ursel bracht enkele gelijkgezinde katholieke intellectuelen bij elkaar, wat uiteindelijk leidde tot de oprichting van de Antislavernijmaatschappij in België. Deze organisatie had tot doel om, in navolging van de Conferentie van Berlijn, een einde te maken aan de Arabische slavenhandel in Afrika. Nog in hetzelfde jaar werd het eerste nummer van Le mouvement antiesclavagiste uitgegeven. Dit tijdschrift stelde zichzelf voor als een open tribune waar iedereen zich kon uitspreken tegen de slavenhandel. Daarnaast wilde het ook als een collectief geheugen aanzien worden waarin alle acties ten nadele van de slavernij benoemd werden.
Inhoudelijk leverde het tijdschrift voornamelijk informatie over de werking van de afdelingen ter plaatse: hun oprichting, activiteiten, aankondigingen en verslagen van bijeenkomsten. Maar ook het verloop van de lokale expedities, de opleiding van de soldaten en de uitbouw van missionaire structuren kwamen aan bod. Daarnaast bracht Le mouvement ook het laatste nieuws over congressen, toespraken, conferenties en acties van de andere antislavernijmaatschappijen in Europa, waardoor de focus niet enkel gelegd werd op de ontwikkelingen in Congo-Vrijstaat, maar ook bij andere Europese kolonies in Afrika. Na afloop van de expedities tegen de Arabo-Swahili milities (1892-1894) verliet het tijdschrift het militaire verhaal en kwam de nadruk te liggen op politieke, culturele en economische onderwerpen.
In 1899 fusioneerden de tijdschriften van de Société Antiesclavagiste en het Oeuvre des Missions Catholiques au Congo. Die laatste organisatie was ontstaan in 1897 in het milieu van de Leuvense universiteit en gaf tevens een tijdschrift uit. De gezamenlijke publicatie verscheen voortaan als Bulletin de la Societé Antiesclavagiste de Belgique et de l’Oeuvre des missions catholiques au Congo. Het eerste nummer van het nieuwe tijdschrift volgde op het eerste nummer uit de elfde jaargang van Le Mouvement. In de geest van de respectievelijke voorgangers wijdde het Bulletin zich aan de zogeheten “humanitaire en religieuze werken van België in Afrika”.
De nadruk kwam nu meer op het missiewerk te liggen. Deze nieuwe oriëntering leidde al met het eerste nummer van 1903 tot een aanpassing van de titel: Le mouvement des missions catholiques au Congo. Verschillende beschuldigingen van missionarissen van misbruik en dwang kwamen uitvoerig aan bod, bijvoorbeeld door het rapport-Casement (1904). Het tijdschrift deed deze beschuldigingen af als antiklerikale onwaarheden bedoeld om de positie van de kerk te verzwakken. Als antwoord hierop werd op instigatie van Hippolyte d’Ursel in 1912 de Ligue pour la protection et l’évangélisation des noirs opgericht, met als doel de missionaire belangen in Congo te verdedigen. Vanaf 1913 verving deze vereniging de antislavernijmaatschappij als medeuitgever van Le mouvement des missions catholiques au Congo, dat verder ging met als ondertitel Bulletin de la Ligue de protection et d’évangélisation des Noirs et de l’œuvre des Missions Catholiques au Congo. Nog enkele jaren zou het tijdschrift aandacht blijven geven aan de aantijgingen en de relatie tussen missionarissen en koloniale agenten in het algemeen. Blijkens uitdrukkelijke oproepen tot donaties en lege advertentie ging de rendabiliteit van het tijdschrift pijlsnel in dalende lijn. In 1914 verscheen het laatste nummer.